# Conselho Nacional de Supervisores Financeiros
Der Conselho Nacional de Supervisores Financeiros (CNSF, portugiesisch für: Nationaler Rat der Finanzaufsichten) ist die übergeordnete Behörde der Finanzmarktaufsicht in Portugal. Sie hat ihren Sitz in der Hausnummer 57 der Avenida da República im Zentrum der Hauptstadt Lissabon.
Die Behörde, die nicht mehr als ein Rat mit Behördencharakter ist, wurde am 23. September 2000 durch Gesetz (Decreto-Lei n.º 228/2000, de 23 de setembro) geschaffen, mit gesetzlichen Anpassungen 2008, 2013 und 2015.
Sie besteht aus den drei Finanz-Aufsichtsbehörden des Landes:
- Autoridade de Supervisão de Seguros e Fundos de Pensões, Aufsicht für Versicherungen und Pensionsfonds und -kassen
- Comissão do Mercado de Valores Mobiliários (CMVM), Börsenaufsicht
- Banco de Portugal, als Zentralbank Finanzmarktaufsicht (Bankenaufsicht, Geldmengenkontrolle, Zahlungsverkehrsüberwachung u. ä.)

## Aufgaben
Sie hat im Wesentlichen Koordinations- und Informationsaufgaben. So koordiniert sie die Zusammenarbeit der drei hauptverantwortlichen Aufsichtsbehörden, berät die Zentralbank gesondert in einigen Bereichen, berichtet dem portugiesischen Parlament und macht Vorschläge für Verbesserungen oder Anpassungen.

## Leitung
Die Behörde hat keine feste Leitung, sondern einen Rat mit ständigen und mit wechselnden Mitgliedern, der je nach Anlass in wechselnder Zusammensetzung zusammenkommt.
Die ständigen Mitglieder (membros permanentes) sind (Stand: Februar 2025):
- Der Gouverneur der Zentralbank Banco de Portugal (aktuell: Mário Centeno)
- Das Verwaltungsratsmitglied der Zentralbank, das den Aufsichtsbereich leitet (aktuell: Rui Pinto)
- Der Präsident der Versicherungs- und Pensionsaufsichtsbehörde (aktuell: Maria Margarida Corrêa de Aguiar)
- Der Präsident der Börsenaufsicht (aktuell: Luís Laginha de Sousa)

Als Beobachter ohne Stimmrechte nehmen an den Sitzungen teil:
- Ein Vertreter der Regierung Portugals mit Verantwortungsbereich im Finanzwesen, aktuell: Bruno Proença (Bürochef des Finanzministers)
- Das Verwaltungsratsmitglied der Zentralbank mit Aufgabenbereich Systemische Risiken, aktuell: Clara Raposo